# Enn Vetemaa
Enn Vetemaa (20. června 1936, Tallinn – 28. března 2017, Tallinn) byl estonský spisovatel literatury 2. poloviny 20. století – prozaik, dramatik i básník.

## Život
Enn Vetemaa vystudoval chemii na polytechnickém institutu v Tallinnu a krátce působil jako chemický inženýr ve výrobě. Následně však od technické kariéry přešel k umění. Na tallinské konzervatoři absolvoval obor skladba. Než se roku 1977 stal spisovatelem na plný úvazek, působil jako redaktor a kulturní činitel.

## Dílo
Do světa literatury vstoupil Enn Vetemaa jako básník počátkem 60. let, dnes je znám především svou prózou. Ještě v 60. letech vydal několik novel, které jsou detailními analýzami lidské osobnosti a chování. První z nich je novela Pomník (estonsky Monument) z roku 1965, jež popisuje konání sochaře kariéristy, který jako by tahal za pomyslné nitky a manipuloval svým okolím ke svému vlastnímu prospěchu. Kritizováno je zde předstírané omezování a podléhání konvencím bez ohledu na umělecký přínos či jiné společenské hodnoty. Druhou obdobně zaměřenou novelou je Hudlař (estonsky Pillimees) z roku 1967. Zde se jedná o psychologickou analýzu vyhrocenou tragickým příběhem nevděku a zrady osoby, která byla pro vývoj protagonistova života nepostradatelná. Zároveň dílo nabízí letmý pohled na způsob, jakým fungovala kultura SSSR, a na ty, kteří se kulturního dění účastnili. Ze druhé poloviny 70. let pochází tzv. malý román Snovači stříbrných snů (estonsky Hõbedaketrajad), který poukazuje na to, jak jsou různé posty obsazovány nedostatečně kvalifikovanými či neschopnými lidmi. Dílo je psáno z pohledu několika postav, je tedy zároveň sondou do jejich niter, jejich myšlenek a plánů. V roce 1979 vyšla kniha s názvem Ach tak... (v originále Ah soo…) popisující příběh člověka, který se i přes veškerou snahu být co nejprospěšnější zprotiví režimu a nedosáhne vytouženého povýšení.
Všechna čtyři zmíněná díla, v češtině vydaná roku 1984 pod souhrnným názvem Snovači stříbrných snů, spojuje téma potrestané touhy dosáhnout něčeho víc. Všichni jejich protagonisté se pohybují v oblasti kultury. Příběhy jsou rovněž zasazeny do stejné éry – Enn Vetemaa v nich popisuje život v poměrech sovětského Estonska ve druhé polovině 20. století, navíc klade důraz na některé negativní lidské vlastnosti, které se vlivem režimních praktik ještě umocňují. V novelách se řeší i problém alkoholismu.
Zvláštní místo v próze Enn Vetemaa zaujímají humorně laděné knížky vystupující proti fenoménu pseudovědy, resp. přeceňování vědy. Klíč k určování rusalek neboli Úvod do naiadologie (v estonském originále Eesti näkiliste välimääraja) obsahuje soupis a precizní popis smyšlených tvorů, kteří spadají do kategorie rusalka, setříděný do hierarchie podle čeledí, včetně podskupin. Soupis je také doplněn o úvodní kapitoly do tematiky, etické poznámky a další části běžně obsažené v odborné literatuře. Mystifikačnímu účelu knihy je podřízen také použitý jazyk.
V 80. letech psal také divadelní hry různých žánrů. Z nich byla do češtiny např. přeložena hra Večeře pro pět (estonsky Õhtusöök viiele). Jedná se o sociálně-psychologické drama o třech dějstvích doplněných Závěrem. První dějství je založeno na dialozích manželské dvojice plných ironických poznámek. Širší rodinné vztahy gradují pak v dějství druhém, třetí je jakousi groteskní dohrou dříve vzniklé situace, která navozuje pocit smíření. Závěr však naděje na smír vyvrací.
Za jednotící prvek díla Enn Vetemaa je možné považovat humor a ironii, přerůstající až v sarkasmus. V případě, že jim není dán větší prostor, objevují se alespoň ve formě krátkých vsuvek v textu.

## Překlady
- Hrst začínajícím naiadologům (Eesti näkiliste välimääraja). Dikobraz 43, 1987, 48, s. 14. Přel. Vladimír Macura.
- Jste rusalkomilný národ (rozhovor). Svobodné slovo 44, 1988, 160, s. 11. Inter. Vladimír Novotný.
- Klíč k určování rusalek neboli Úvod do naiadologie (Eesti näkiliste välimääraja). Lidové nakladatelství, Praha 1987. Přel. Vladimír Macura.
- O kamínku, který strhl lavinu (rozhovor). Mladá fronta 44, 1988, 148, příl., s. 4. Inter. Josef Frais.
- Opelichaný páv. Světová literatura 21, 1976, 6, s. 22–29. Přel. Kamil Chrobák.
- Rekviem pro foukací harmoniku (Väike reekviem suupillile – Monument – Piilimees – Munad hiina moodi). Lidové nakladatelství, Praha 1978. Přel. Marie Chrobáková.
- Rekviem pro foukací harmoniku (Väike reekviem suupillile). Světová literatura 20, 1975, 1, s. 9–49. Přel. Marie Chrobáková.
- Snovači stříbrných snů (Monument – Piilimees – Hõbedaketrajad – Ah soo). Odeon, Praha 1984. Přel. Marie Chrobáková (kontr. V. Macura).
- Svatá Zuzana aneb Škola mistrů (Püha Susanna ehk Meistrite Kool). Dilia, Praha 1977. Přel. Vladimír Macura.
- Večeře pro pět. Dilia, Praha 1981. Přel. Marie Chrobáková.
- Večeře pro pět. Světová literatura 25, 1980, 4, s. 137–160. Přel. Marie Chrobáková-Mádlová.

## Recenze
- (bb). Enn Vetemaa „Snovači stříbrných snů“. Mladá fronta 16.2.1985, příl., s. 4.
- CHUCHMA, Josef. Řádně zmapované rusalky (Klíč k určování rusalek). Mladý svět 30, 1988, 35, s. 22–23.
- JANÍČKOVÁ, Alexandra. Přemýšlivému čtenáři (Snovači stříbrných snů). Rudé právo 65, 1985, 41, s. 5.
- KAŠKA, Petr. Realita v experimentech (Snovači stříbrných snů). Sovětská literatura 1984, 11, s. 163–167.
- MACURA, Vladimír. Naiadologický boom neboli když se knížka podaří. Kmen 1 (7), 1988, 30, 28.7., s. 8–9.
- MACURA, Vladimír. Za celou českou estonistiku… Dikobraz 43, 1987, 48, 2. 12., s. 14.
- NOVOTNÝ, Vladimír. Ještě jednou o rusalkách. Svět socialismu 20, 1988, 46, s. 14.
- NOVOTNÝ, Vladimír. S rusalkou na dovolenou (Klíčk určování rusalek). Svobodné slovo 43, 1987, 176, s. 5.
- ODARČENKO, Michail. Úvod do mystifikace (Klíč k určování rusalek). Literární měsíčník 17, 1988, 4, s. 122–123.
- POSPÍŠIL, Ivo. Strhující próza (Rekviem pro foukací harmoniku). Rovnost 93, 1978, 122, s. 5.